# NN-145
La carretera NN‑145 es una vía departamental secundaria localizada en el municipio de San Francisco Libre, en el departamento de Managua. Su función es enlazar pequeñas comunidades rurales a través de un corredor norte-sur.

## Trazado y cruces
| km  | Localidad / Punto | Departamento | Conexión / Ruta           |
| --- | ----------------- | ------------ | ------------------------- |
| 0,0 | El Jicarito       | Managua      | NN 144                    |
| 4,5 | San Jerónimo      | Managua      | Camino rural              |
| 9,2 | Los Rincones      | Managua      | Fin de ruta departamental |

## Coordenadas
Uno de los tramos de la NN‑145 puede ser encontrado en las coordenadas: 12°03′00″N 86°11′24″O / 12.0500, -86.1900